# Raquel Alfaro
Raquel Alfaro Fernandois es una ingeniera, académica, consultora, investigadora y política radical chilena, gerenta general de la estatal Empresa Metropolitana de Obras Sanitarias (Emos) por un periodo de seis años, a comienzos de los '90.
Terminó su enseñanza secundaria en el Liceo Nº 3 de Niñas de la capital. Luego estudió ingeniería civil en la Universidad de Chile, donde se graduó con una mención en estructuras en 1956.
Su primer trabajo fue como encargada de proyectos en la consultora Fargumbaum y León, tocándole participar en la elaboración del proyecto del acueducto Las Vegas-Valparaíso. Dos años después se incorporó a la Dirección General de Servicios Eléctricos, Gas y Telecomunicaciones, donde permaneció por seis ejercicios.
Partió entonces a la estatal Corporación de Fomento de la Producción (Corfo) donde efectuó y dirigió estudios económicos y de planificación en el área de la energía. En 1970 fue nombrada jefa de la unidad de finanzas del Comité de Energía de la entidad.
Más tarde, pasó un año como gerenta de producción y finanzas de la empresa Motocicletas Chilenas (Motochi), antes de irse a Escocia, a estudiar en la Universidad de Strathclyde, donde recibió en 1977 el grado de Master en Ciencias con mención en Administración de Empresas Productivas.
Volvió entonces a su país, donde inició en 1980 su carrera en Emos. En 1990, una vez finalizada la dictadura militar que encabezaba el general Augusto Pinochet, fue nombrada gerenta general.
Dejó esa responsabilidad en 1996 tras un sumario administrativo iniciado por un supuesto pago irregular de indemnizaciones en la construcción de un colector.
En los años 2000 cumplió labores en el estatal Servicio de Cooperación Técnica (Sercotec) y la firma de aguas de La Araucánía, Essar.
Ha sido consultora del Banco Mundial y del Banco Interamericano de Desarrollo.